# Matheus Lima
Matheus Lima Da Silva, né le 1er juin 2003, est un athlète brésilien spécialiste du 400 m et du 400 m haies.

## Biographie
Il décroche la médaille d'argent du 400 m haies lors des Championnats d'Amérique du Sud d'athlétisme espoirs
En juillet 2023, Matheus Lima remporte le 400 m haies des championnats d'Amérique du Sud, dans le temps de 49 s 44. Il remporte deux médailles durant les Jeux panaméricains de 2023, l'argent dans l'épreuve du 400 m haies et l'or dans celle du relais 4 × 400 m.
Le 2 mars 2024, il descend pour la première fois de sa carrière sous les 45 secondes sur 400 m en réalisant le temps de 44 s 52 à São Paulo. Il signe à cette occasion la deuxième meilleure performance brésilienne sur cette distance derrière le détenteur du record national Sanderlei Parrela.

## Palmarès
| Date | Compétition                    | Lieu      | Résultat | Épreuve     | Marque       |
| ---- | ------------------------------ | --------- | -------- | ----------- | ------------ |
| 2023 | championnats d'Amérique du Sud | São Paulo | 1er      | 400 m haies | 49 s 44      |
| 2023 | Jeux panaméricains             | Santiago  | 2e       | 400 m haies | 49 s 69      |
| 2023 | Jeux panaméricains             | Santiago  | 1er      | 4 × 400 m   | 3 min 3 s 92 |

## Records
| Épreuve     | Marque  | Lieu      | Date         |
| ----------- | ------- | --------- | ------------ |
| 400 m       | 44 s 52 | São Paulo | 3 mars 2024  |
| 400 m haies | 48 s 31 | Bydgoszcz | 20 juin 2024 |